# Kertjstrædet
Kertjstrædet (russisk: Керченский пролив, ukrainsk: Керченська протока, krimtatarisk: Keriç boğazı) forbinder Sortehavet og Det Azovske Hav og adskiller Kertjhalvøen på Krim i vest fra Tamanhalvøen i den russiske Krasnodar kraj i øst. Strædet er 41 km langt og mellem 4 km og 15 km bredt og op til 18 m dybt.
Der er bygget en bro, Kertjsbroen, over strædet, der forbinder Krim med Tamanhalvøen.
Den vigtigste havn på Krim er byen Kertj, der har givet navn til strædet, tidligere kendt som Krims Bosporus. Krasnodar krajs side af strædet består af Tamanbugten, der omgives af Tuzlaøen og den russisk-byggede 3,8 km lange dæmning mod syd og Tjusjka landtangen mod nord. Rusland har opført en større havn nær Taman, den vigtigste russiske by ved strædet, og havnen udbygges fortsat.

## Historie
Strædet adskiller en vestlig forlængelse af Kaukasusbjergene via Tamanhalvøen til Krim. I oldtiden menes der at have været en gruppe øer gennemskåret af armene i Kubans delta (Hypanis), der siden er mudret til. Strædet og omkringliggende områder blev et selvstændigt kongedømme fra omkring det 5. århundrede f.v.t.; Det Bosporanske Rige, der senere blev en romersk vasalstat.
Romerne kendte strædet som Krims Bosporus (Cimmerianus Bosporus) fra dets græske navn, Krim strædet (Κιμμέριος Βόσπορος, Kimmérios Bosporos), der var opkaldt efter kimmerierne, steppenomader, der var bosat på de pontiske stepper.
Under Krim-khanatet lod osmannerne ved byen Kertj opføre fæstningen Enikale, der kontrollerede strædet.
Under Anden Verdenskrig var Kertjhalvøen skueplads for meget hårde kampe mellem Den Røde Hær og Nazi-Tyskland. Kampene var mest intensive i vintermånederne, hvor strædet frøs til og muliggjorde troppebevægelser over isen.
Efter Østfronten var stabiliseret i begyndelsen af 1943, beordrede Hitler i foråret 1943 opførelsen af en 4,8-kilometer vej- og jernbanebro over Kertjstrædet til støtte for hans ønske om en fornyet offensiv mod Kaukasus. Tovbanen kom i drift den 14. juni 1943 med en daglig kapacitet på tusind tons, der kun svarede til de defensive behov i det tyske Kubanbrohoved. På grund af hyppige jordrystelser ville den planlagte bro have krævet enorme mængder af ekstra stærke ståldragere, og transporten af disse ville have indskrænket forsendelser af militært materiel til Krim. Broen blev aldrig færdiggjort, og Wehrmacht evakuerede Kuban-brohovedet i september 1943.
I 1944 byggede Sovjetunionen en foreløbig jernbanebro over strædet. Ved konstruktionen gjordes brug af materialer erobret fra tyskerne. Broen stod færdig i november 1944, men isskosser ødelagde den i februar 1945. Reetablering af broen blev ikke forsøgt.
En territorial strid mellem Rusland og Ukraine i 2003 drejede sig om Tuzlaøen i Kertjstrædet.

### Storm i efteråret 2007
Den 11. november 2007 rapporterede nyhedsbureauer om en meget stærk storm ved Sortehavet. Fire skibe sank, seks grundstødte på en sandbanke og to tankskibe blev beskadiget, hvilket resulterede i et større olieudslip og 23 druknede sømænd.
Den russiske olietanker Volgoneft-139 stødte på problemer i Kertjstrædet, hvor den søgte ly for stormen. Under stormen brækkede tankskibet over og lækkede mere end 2000 tons fyringsolie. Fire andre både, der sank i stormen, lækkede svovl. Stormen hæmmede bestræbelserne på at redde besætningsmedlemmerne. Samme dag sank det russiske fragtskib Volnogorsk, lastet med svovl, i den lille Port Kavkaz havn i Kertjstrædet.

## Færge- og brotransport
Den 18,1 km lange Krimbro over Kertjstrædet, der er den længste bro i Europa, blev indviet i 2019 og forbinder i dag Krim med Tamanhalvøen.
Forinden åbningen af Krimbroen var der forbindelse over Kertjstrædet ved hjælp af færger. I 1952 blev færgesejlads, der forbinder Krim og Krasnodar kraj (Port Krym - Port Kavkaz linjen), oprettet. Oprindelig var der fire togfærger; senere blev tre bilfærger indsat. Togtransporten fortsatte i næsten 40 år. De aldrende togfærger blev forældet i slutningen af 1980'erne og blev fjernet fra tjenesten. I efteråret 2004 blev nye færger leveret, og togtransporten blev genetableret.
Moskvas tidligere borgmester Jurij Luzjkov kæmpede for en motorvejsbro, der skulle opføres tværs over strædet. Siden 1944 har forskellige broprojekter over strædet været foreslået eller forsøgt altid hæmmet af de vanskelige geologiske og geografiske forhold i området. Konstruktion af en bro startede i 2003 med en 3,8 km lang dæmning, hvilket udløste konflikten om Tuzlaøen i 2003.
Efter Krimkrisen i 2014 besluttede den russiske regering at bygge Kertjbroen over Kertjstrædet.

## Kertj-Jenikalskogo sejlrenden
For at forbedre mulighederne for besejling af Kertjstrædet, der er lavvandet på det smalleste sted, blev Kertj-Jenikalskogo sejlrenden udgravet gennem strædet. Kanalen kan rumme skibe på op til 215 meter længde og en dybgang på op til 8 meter med obligatorisk assistance af en lods.

## Fiskeri
Flere fiskeforarbejdningsanlæg ligger på Krim kyst, og Tamanbugten er en stor fiskeplads med mange fiskerbyer spredt langs kysten. Fiskerisæsonen begynder i slutningen af efteråret og varer 2 til 3 måneder, hvor der foregår et omfattende notfiskeri i strædet.